# Сахаба
Сахаба (на арабски: الصحابة‎) се нарича човек, който е виждал пророка Мохамед. 

## Видове
Има два вида Сахаба – Мухаджири и Ансар. 

## Различни мнения

### Сунити
Според сунитските учени, мюсюлманите от миналото трябва да се считат за другари, ако имат някакъв контакт с Мохамед, и те не са лъжци или са против него и неговите учения.
Всички спътници се приемат за справедливи, само ако не са доказани по друг начин. Сунитските учени не вярват, че спътниците ще лъжат или измислят хадис, освен ако не са доказани лъжци или са против исляма. 

### Шиити
Шиитите вярват, че някои спътници са отговорни при загуба на халифат от семейството на Али ибн Аби Талиб. 